# 常駐技術者
常駐技術者（じょうちゅうぎじゅつしゃ）とは、建設業では多くの場合、クライアントまたは設計エンジニアのために現場から仕事をするために雇用されたエンジニアについてであるが、義務としては請負業者への指示の監督と発行および設計者やクライアントへの定期的な報告が必要となる。 
この役割は歴史的に一般的であり、イギリス土木学会などの契約条件やFIDIC契約でも定義されていたが これは、一般的に使用されている最新の「NECエンジニアリングおよび建設契約」で定義された役割ではないことに留意  。 
日本では建設工事現場で監理技術者には、専任・常駐が義務付けられていたが、国土交通省は最近、監理技術者を1つの工事現場にとどめておくルールを緩和。例えば監理技術者を専任にするにしても常駐までは求めないようにした。 
建設業法では建設業者に監理技術者を建設工事現場に専任で配置するよう義務付けている。このときの専任とは、それ以外の仕事をさせないという意味で、1つの工事現場を担当する監理技術者は、同時期にほかの工事現場を受け持つことができなく、この原則は現在でも有効である。このことから国土交通省の緩和の動きは、あくまで例外的な措置であり、2018年に発表した国土交通省の資料では監理技術者の専任のルールについては、専任とは必ずしも工事現場への常駐を必要とするものではない、常駐とは、工事現場が稼働しているときは、特別な理由がある場合を除き、常時継続的に工事現場に滞在していることでつまり専任の監理技術者でも、常時継続的に工事現場に滞在する必要はないとしている。 